# Gemeinschaft Christi

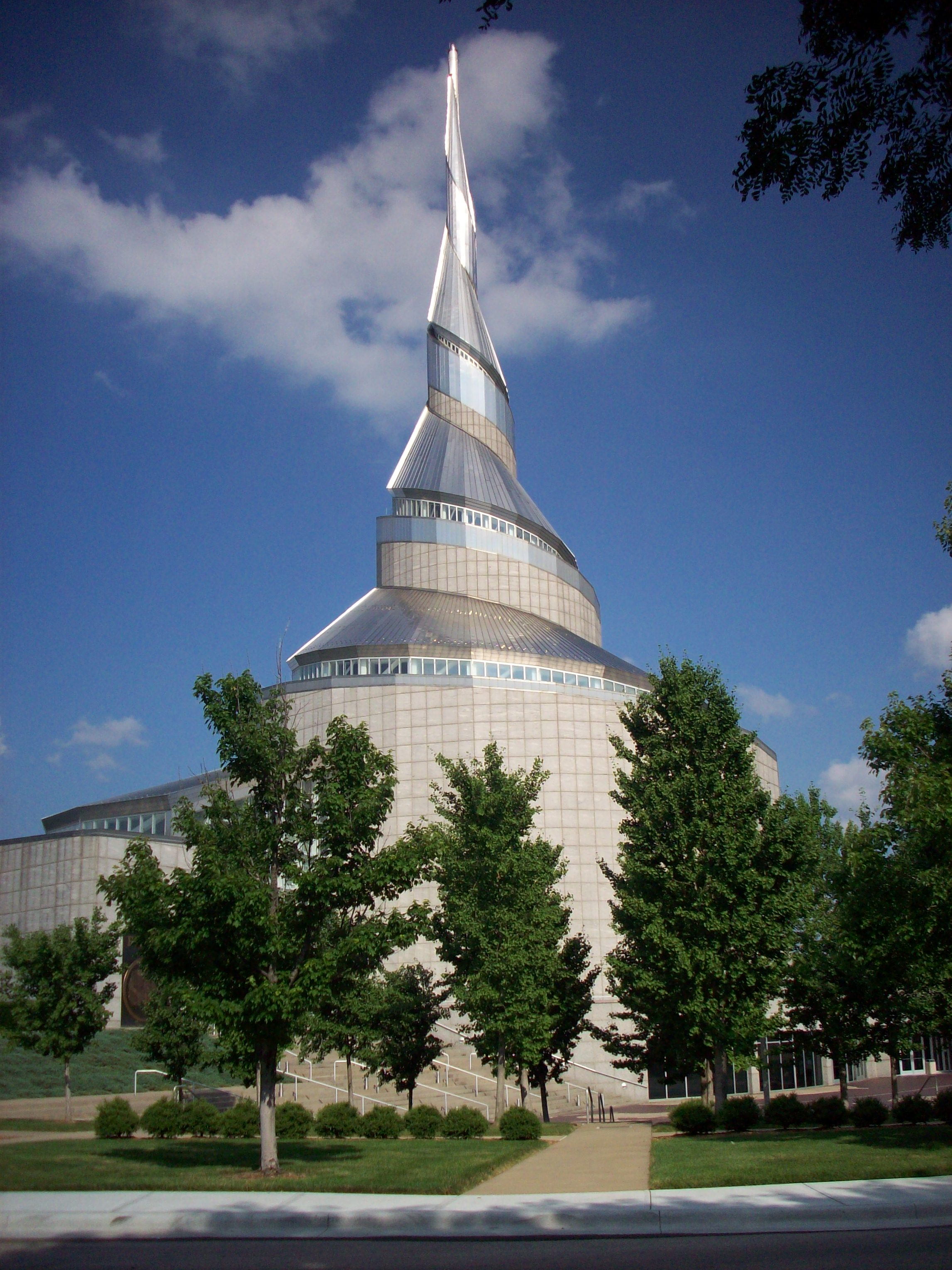
Tempel in Independence, Missouri, USA

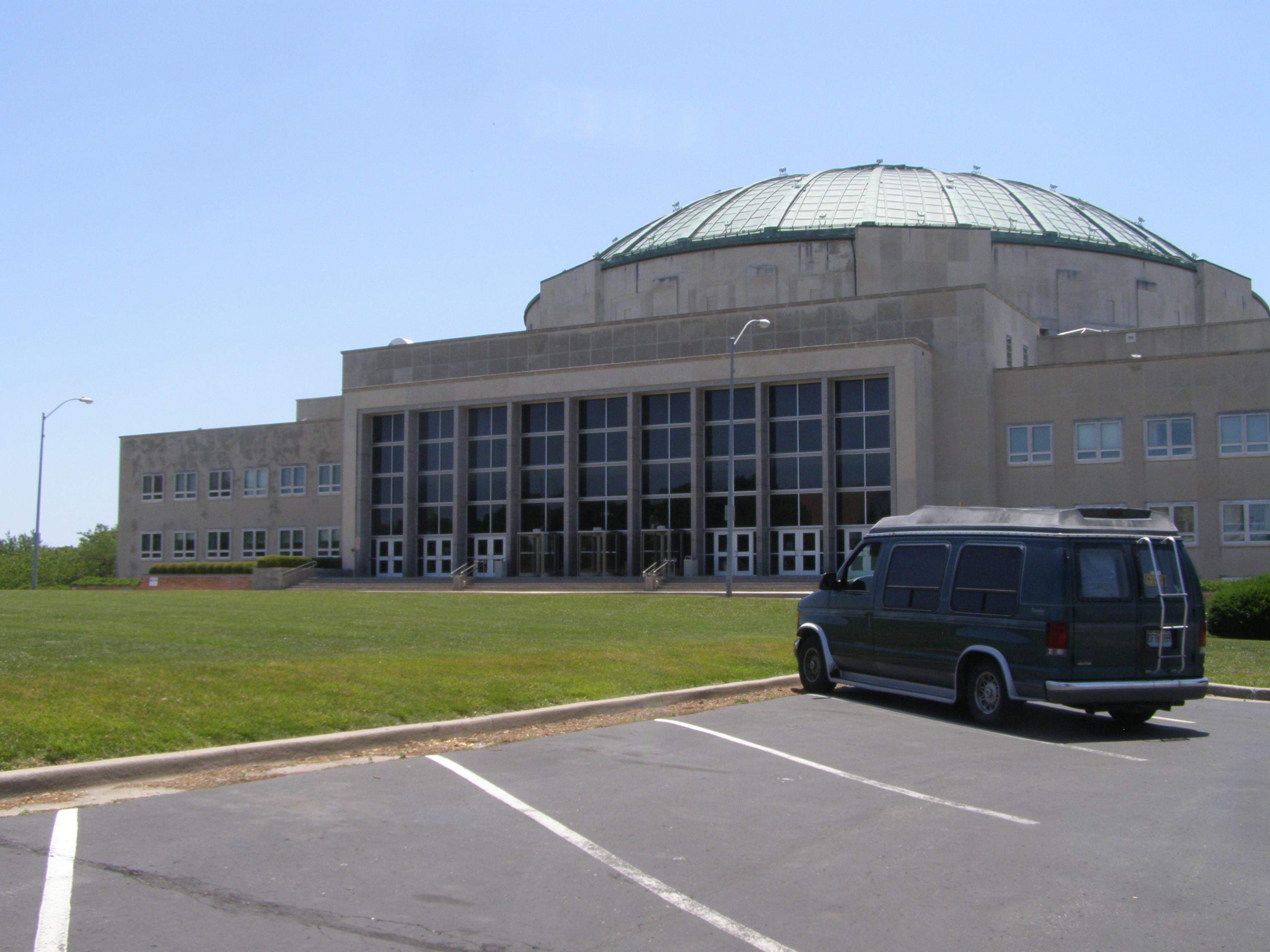
Auditorium (Versammlungs- und Verwaltungsgebäude in Independence, Missouri, USA)

Die Gemeinschaft Christi (Community of Christ) ist eine internationale, christliche Glaubensgemeinschaft mit weltweit ca. 250.000 Mitgliedern. Zwar gehörte sie zum Zeitpunkt ihrer Gründung 1860 im Allgemeinen zum Mormonentum, jedoch entfernte sie sich in den folgenden Jahren immer mehr davon. Da das Gottesbild der Gemeinschaft Christi klassisch-trinitarisch ist, wird ihre Taufe von den meisten anderen christlichen Kirchen als vollgültig betrachtet. Die Gemeinschaft Christi erhebt nicht den Anspruch, die wahre und allein seligmachende Kirche zu sein.
Die Gemeinschaft Christi hat eine relativ freie Andachtsform mit Betonung auf Schriften und folgt seit ca. 1995 dem Lektionar (Perikopenordnung). Die Missionsaussage der Gemeinschaft Christ ist „Wir verkünden Jesus Christus und fördern Gemeinschaften der Freude, der Hoffnung, der Liebe und des Friedens.“ Weitere Schwerpunkte liegen unter anderem in Friedens- und Gerechtigkeitsdiensten, Jugend- und Kinderdiensten, ökumenischer Zusammenarbeit und Diversitäts- und Inklusionsdiensten (auch LGBTQ+).

## Geschichte
Die Gemeinschaft Christi wurde am 6. April 1860 gegründet und hieß bis zum Jahr 2001 Reorganisierte Kirche Jesu Christi der Heiligen der Letzten Tage (Reorganized Church of Jesus Christ of Latter Day Saints, RLDS). Sie ist der gerichtlich anerkannte Rechtsnachfolger einer ursprünglich am 6. April 1830 von Joseph Smith Jr. gegründeten Kirche, die sich 1844 nach dem Tode des Gründers in mehrere Gruppen teilte. Ein Teil der Mitglieder, die hauptsächlich im mittleren Westen der USA und insbesondere im westlichen Missouri und im östlichen Kansas lebten, sammelte sich ab 1852 um Joseph Smith III (1832–1914), den ältesten Sohn des Gründers, und schloss sich 1860 zur Reorganisierten Kirche Jesu Christi der Heiligen der Letzten Tage zusammen.
Als Gründungstag der Kirche gilt der 6. April 1860, der dreißigste Jahrestag der ursprünglichen Kirchengründung; denn an diesem Tag übernahm Joseph Smith III offiziell im Anschluss an eine Konferenz im Amboy, Illinois, die Leitung der Kirche. Zu diesem Zeitpunkt zählte sie 343 Mitglieder.
Mit Missionsarbeit wurde 1863 in England begonnen, und 1880 hatte die Kirche bereits 10.000 Mitglieder. 1890 gab es Gemeinden in den USA, Kanada, Großbritannien, Australien, Dänemark, in der Schweiz sowie auf verschiedenen pazifischen Inseln, wobei 3 907 Kirchenmitglieder außerhalb der USA lebten. Um die Jahrhundertwende hatte die Kirche außerhalb der USA 9 486 und innerhalb der USA 20 044 Mitglieder. Besonders in Kalifornien, Oregon und Washington (State) wuchs die Kirche in der Folgezeit, so dass sie 1910 in den USA 49 770 und 1920 mit 95 449 fast doppelt so viele 
Mitglieder zählte. In Deutschland, wo die erste Gemeinde 1906 gegründet wurde, zählte die Kirche 1915 108 Mitglieder.
Ihr Sitz befand sich anfangs in Plano, Illinois, und danach in Lamoni im Bundesstaat Iowa, bis er 1920 nach Independence im US-Bundesstaat Missouri, unweit von Kansas City, verlegt wurde.
Ein Tempel wurde in Independence 1994 eingeweiht. Er ist dem Streben nach Frieden geweiht. Der Tempel wurde – wie auch der 1836 als erster errichtete Tempel in Kirtland in Ohio – von Anfang an als allgemein zugängliches Zentrum konzipiert. Das 1962 fertiggestellte Auditorium in unmittelbarer Nähe des Tempels wird zusätzlich zur kirchlichen Nutzung auch für gemeinschaftliche und kulturelle Veranstaltungen genutzt.
Zwei Gerichtsurteile bestätigten 1880 und 1894 die Gemeinschaft Christi in den USA ausdrücklich als Rechtsnachfolger der ursprünglich von Joseph Smith gegründeten Kirche. Daher war sie jahrelang im Besitz des Kirtland Tempels, des ältesten Kirchengebäudes, und vieler Manuskripte und anderer persönlicher Gegenstände des Gründers Joseph Smith.

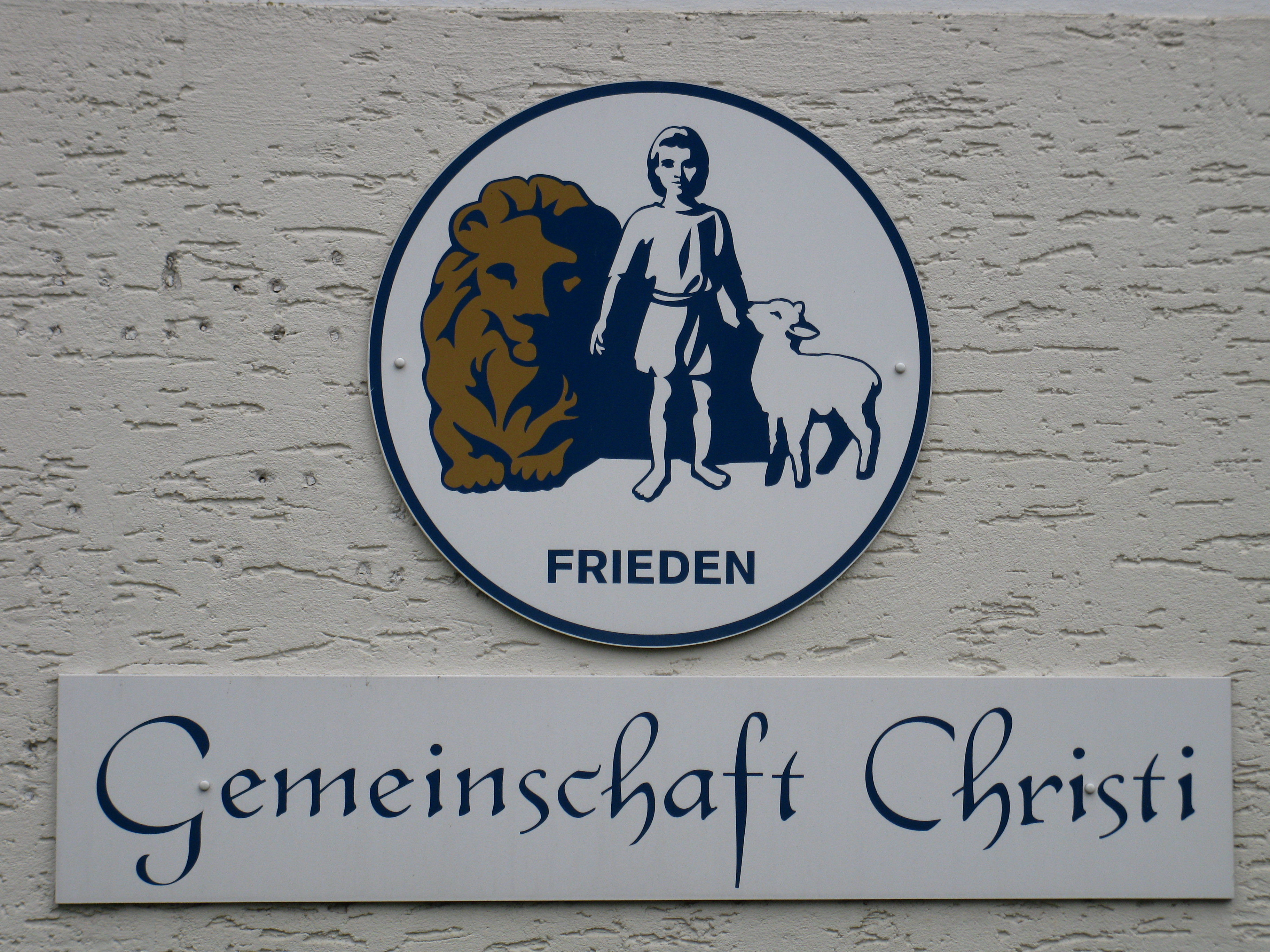
Logo der Gemeinschaft Christi auf der Kirche in Springe

Im März 2024 verkaufte die Gemeinschaft Christi den Kirtland Tempel, weitere Gebäude aus der Frühzeit der Kirche und einige historische Dokumente an die Kirche Jesu Christi der Heiligen der Letzten Tage.

## Leitung, Organisation und Verbreitung
Die Gemeinschaft Christi wird von der Ersten Präsidentschaft (engl.: First Presidency), bestehend aus einem Präsidenten und zwei Beratern, geleitet. Ein Rat aus zwölf Aposteln unterstützt die erste Präsidentschaft bei der Leitung der Kirche. Derzeit besteht der Rat aus sechs Männern und sechs Frauen mit diversen kulturellen und ethnischen Hintergründen. Seit der Weltkonferenz 2023 setzt sich der Rat aus zwei Mitgliedern aus Afrika, zwei aus Südamerika, einem Mitglied aus Europa, einem von den Pazifischen Inseln und sechs Mitgliedern aus Nordamerika zusammen.
Bis vor einigen Jahren waren alle Präsidenten der Kirche direkte Nachkommen von Joseph Smith Jr.: 1860–1915 Joseph Smith III (Sohn von Joseph Smith Jr.), 1915–1946 Frederick M. Smith (Sohn von Joseph Smith III), 1946–1958 Israel A. Smith (Sohn von Joseph Smith III), 1958–1978 W. Wallace Smith (Sohn von Joseph Smith III), 1978–1996 Wallace B. Smith (Sohn von William Wallace Smith und Enkel von Josef Smith III). Von 1996 bis zu seinem überraschenden Rücktritt 2004 leitete mit W. Grant McMurray erstmals ein Mann die Reorganisierte Kirche, der kein direkter Nachkomme oder Verwandter von Joseph Smith war. Während der speziell dafür angesetzten Weltkonferenz im Juni 2005 wurde Stephen M. Veazey als neuer Präsident eingesetzt. Im Januar 2007 wurde mit Becky L. Savage erstmals eine Frau als Beraterin in die Erste Präsidentschaft berufen.
Weltweit betrug die Zahl der Mitglieder 2018 rund 250.000, in ca. 1.100 Gemeinden in 59 Staaten. Die Gemeinschaft Christi hatte 2006 in den USA 130.000 Mitglieder, in Kanada 8.000, in Afrika 25.000, in Asien 8.000, in der Karibik 13.000, in Europa 2.500, in Australien und dem Pazifischen Raum 10.000 sowie in Mittel- und Südamerika 3.000.
Zeitleiste

## Lehre
Die Gemeinschaft Christi bewegt sich seit den 1960er Jahren vielfach näher an die in der Ökumene eingebundenen christlichen Kirchen als einige andere im 19. Jahrhundert in Amerika gegründete Kirchen, lässt in einigen Ländern ihre Priester an gewöhnlichen protestantischen Colleges zu Pfarrern ausbilden und arbeitet auch in der ökumenischen Bewegung mit. Beispielsweise hat sie die Vielehe von Anfang an abgelehnt, ebenso die Totentaufe, die Siegelung der Ehen und die anderen Tempelzeremonien der HLT. Von Anfang an lehnte die Gemeinschaft Christi im Gegensatz zu einigen anderen Kirchen jegliche Diskriminierung auf Grund der Hautfarbe ab und lehrte die Gleichheit der Menschen aller Hautfarben. Die Frauenordination wurde 1984 eingeführt. 
Der 1994 eingeweihte Tempel in Independence/Missouri steht jedermann offen, und es finden keine geheimen oder besonderen Rituale darin statt. Die Gemeinschaft Christi betont vor allem den kommunitarischen und pazifistischen Aspekt der Wiederherstellungs-Lehren.
Insgesamt kann man sagen, dass die Gemeinschaft Christi, insbesondere die Führungspersonen, den Tätigkeiten und Offenbarungen Smiths aus seinen letzten Jahren (Nauvoo-Phase, 1840–1844) von jeher sehr zwiespältig gegenübersteht – sie werden eigentlich nicht akzeptiert, aber man wollte auch vermeiden, Smith als „gefallenen Propheten“ zu bezeichnen, wie es einige der kleineren ostmormonischen Kirchen – z. B. die Kirche Christi (Temple Lot) und die Kirche Jesu Christi (Bickertoniten) – getan haben.
Die Gemeinschaft Christi betrachtet Frieden als wichtigen Bestandteil ihrer Lehre und verwendet oft das hebräische Wort „Schalom“ als ganzheitlichen Begriff von Frieden und nicht nur in der Bedeutung von „kein Krieg“. Der Tempel in Independence (Missouri, USA) ist dem Streben nach Frieden gewidmet, und das Logo der Gemeinschaft Christi enthält das Wort „Frieden“ in den verschiedenen Landessprachen der Welt.
Inklusion und aktives Engagement gegen die Diskriminierung von Frauen und von der LGBTQ-Gemeinschaft sowie gegen ethnische und andere Minderheiten werden von der Gemeinschaft Christi betont. Sie sieht auch die Schöpfung als heilig an und betrachtet Umwelt- und Klimaschutz als notwendig. Beispielsweise wurde bei der Weltkonferenz am 23. April 2023 eine Resolution zur Bekämpfung des Klimawandels angenommen, in der Gemeinden und Einzelmitglieder aufgerufen werden, Maßnahmen gegen Ressourcenverschwendung und globale Erwärmung zu ergreifen.
Diese und weitere wichtige (insgesamt neun) Glaubensgrundsätze werden als „Dauerhafte Grundsätze“ angesehen, die für die Identität, Mission und Botschaft der Kirche wichtig sind. Es handelt sich hierbei um:
- Gnade und Großzügigkeit
- Heiligkeit der Schöpfung
- Fortlaufende Offenbarung
- Wert aller Personen
- Alle sind berufen
- Verantwortungsvolle Entscheidungen treffen
- Streben nach Frieden (Schalom)
- Einheit in Vielfalt
- Segen der Gemeinschaft

## Schriften
Für die Gemeinschaft Christi hat die Bibel unzweifelhaft die höchste Autorität. In englischsprachigen Ländern wird meist die New Revised Standard Version (NRSV) der Bibel benutzt. In Deutschland werden die Einheitsübersetzung oder andere deutschsprachige Übersetzungen wie die Lutherbibel verwendet.
Die Gemeinschaft Christi betrachtet Schriften im Allgemeinen nicht als unfehlbar, sondern als lebensnotwendige Richtlinien. Zeit, Sprache, Kultur und Lebensbedingungen spielen eine Rolle bei der Interpretation der Schriften. Eine verantwortungsbewusste, wachsende Interpretation der Schriften ist notwendig für die richtige Anwendung (siehe „Schriften in der Gemeinschaft Christi“).
Die Gemeinschaft Christi betrachtet auch das Buch Lehre und Bündnisse und das Buch Mormon als heilige Schriften. Das Buch Mormon wird nicht verwendet, um das Zeugnis der Bibel zu ergänzen oder zu ersetzen, sondern um die Botschaft Jesu Christi zu bestätigen. Beispielsweise wird im Buch Mormon an mehreren Stellen ausdrücklich die Dreieinigkeit von Gott, Jesus und dem Heiligen Geist bestätigt. Dass Gott sich nicht wandelt sowie ewig und unveränderlich ist, wird ebenfalls ausdrücklich an mehreren Stellen bezeugt. Auch soll das Buch Mormon, wie auch die anderen Schriften, die Menschen dazu anregen, ihr Leben als Nachfolger Christi zu leben. Die Gemeinschaft Christi legt sich allerdings nicht darauf fest, dass das Buch historische Ereignisse der amerikanischen Vorgeschichte darstellt. Keines der Mitglieder ist verpflichtet, das Buch Mormon zu lesen oder daran zu glauben. Die von der Gemeinschaft Christi veröffentlichten Ausgaben des Buches sind textlich fast identisch mit der Ausgabe der Utah-Kirche, aber sie haben eine unterschiedliche Kapitel- und Verszählung.
Das Buch Lehre und Bündnisse der Gemeinschaft Christ ist eine Sammlung inspirierter Dokumente, die durch die Prophet-Präsidenten der Kirche gegeben werden. Das Buch enthält christliche Botschaften, die für das aktuelle Leben und den Glauben der Kirche wichtig sind. Auch das Buch Lehre und Bündnisse enthält Hinweise auf die Dreifaltigkeit sowie die Unwandelbarkeit und Ewigkeit Gottes.
Die Kirchenzeitung Herald erscheint als offizielles englischsprachiges Organ der Community of Christ bereits seit 1860 ohne Unterbrechung.

## Sakramente

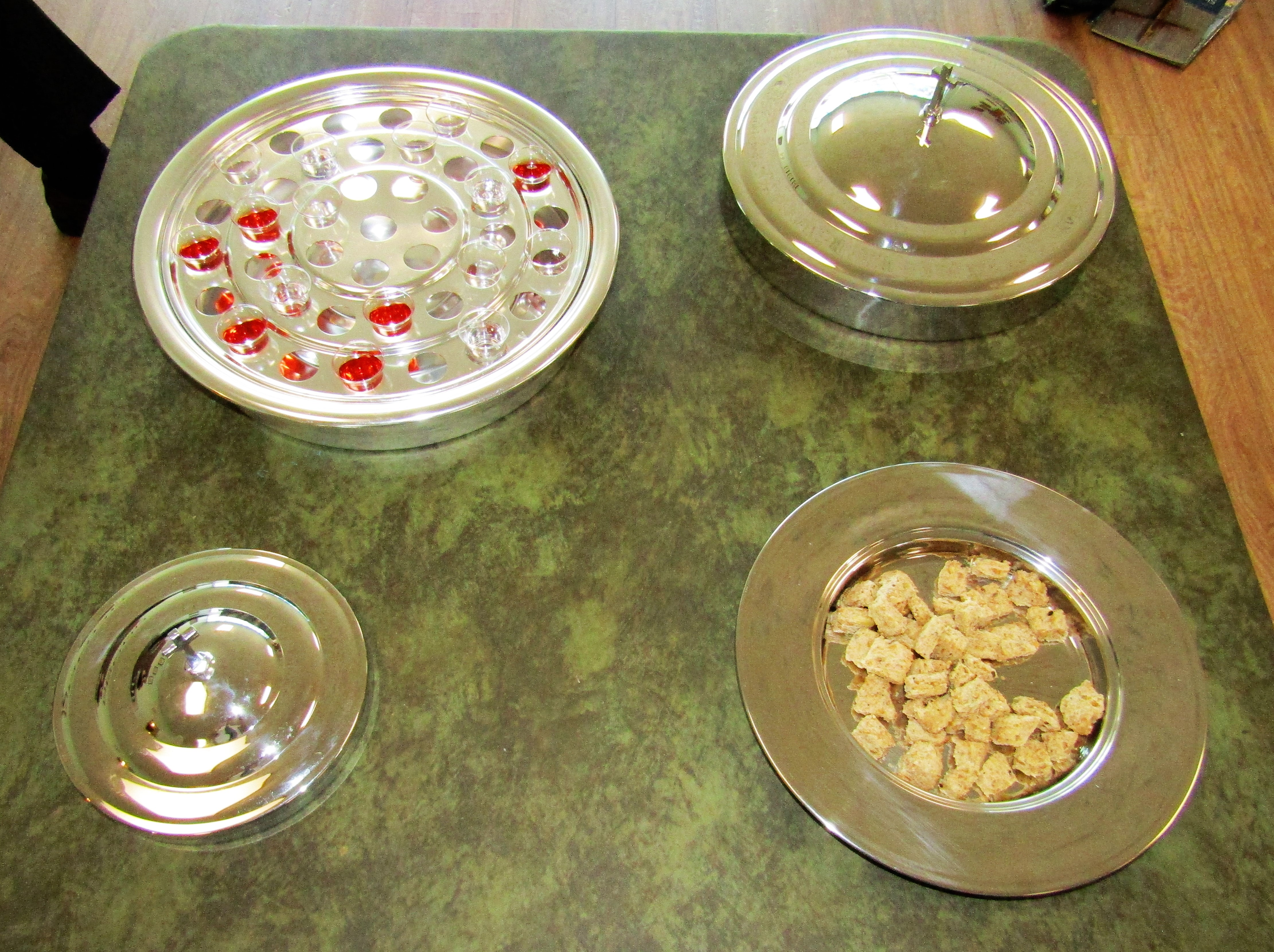
Abendmahl (Eucharistie) der Gemeinschaft Christi.

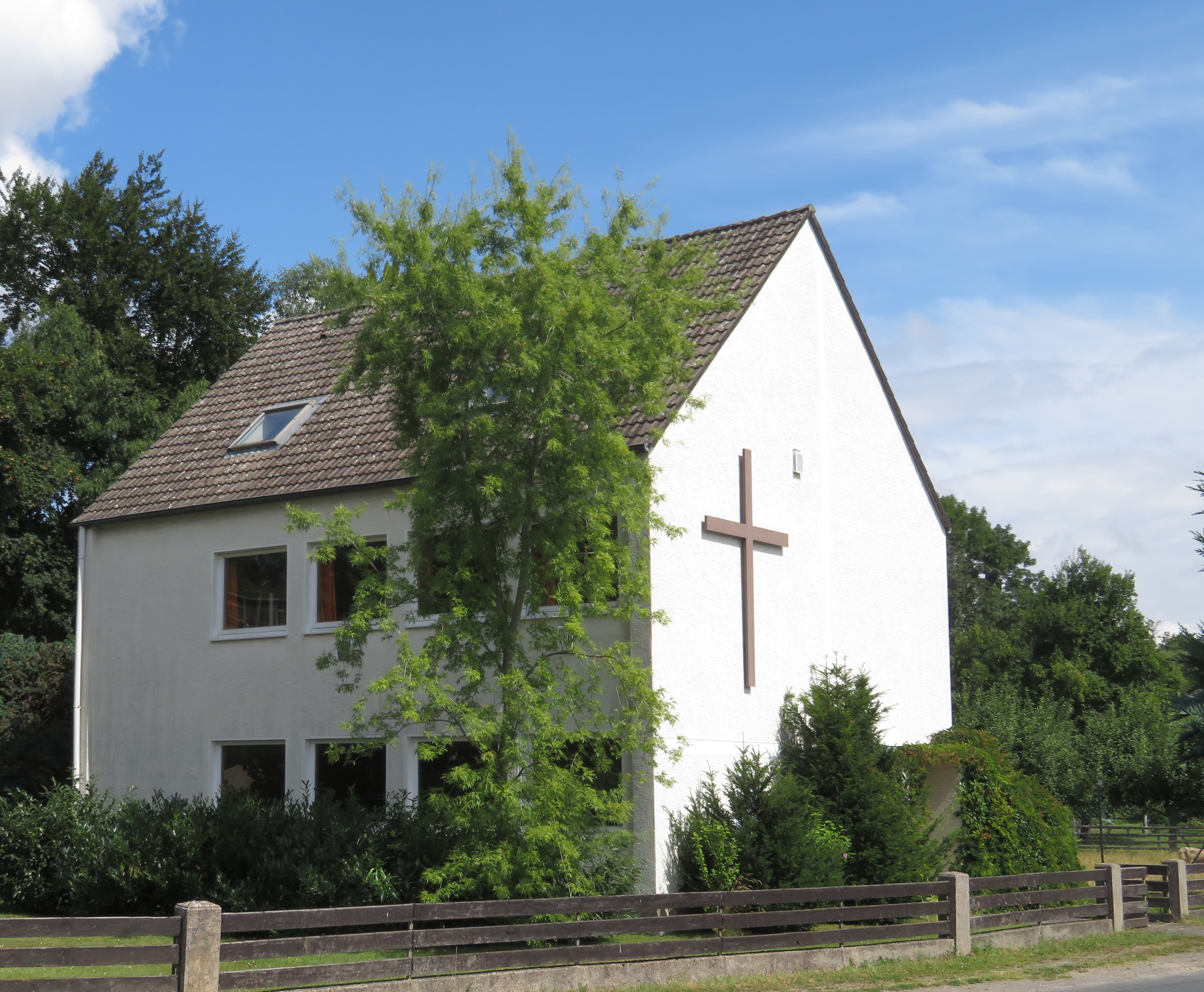
Kirchengebäude der Gemeinschaft Christi in Springe (Region Hannover)

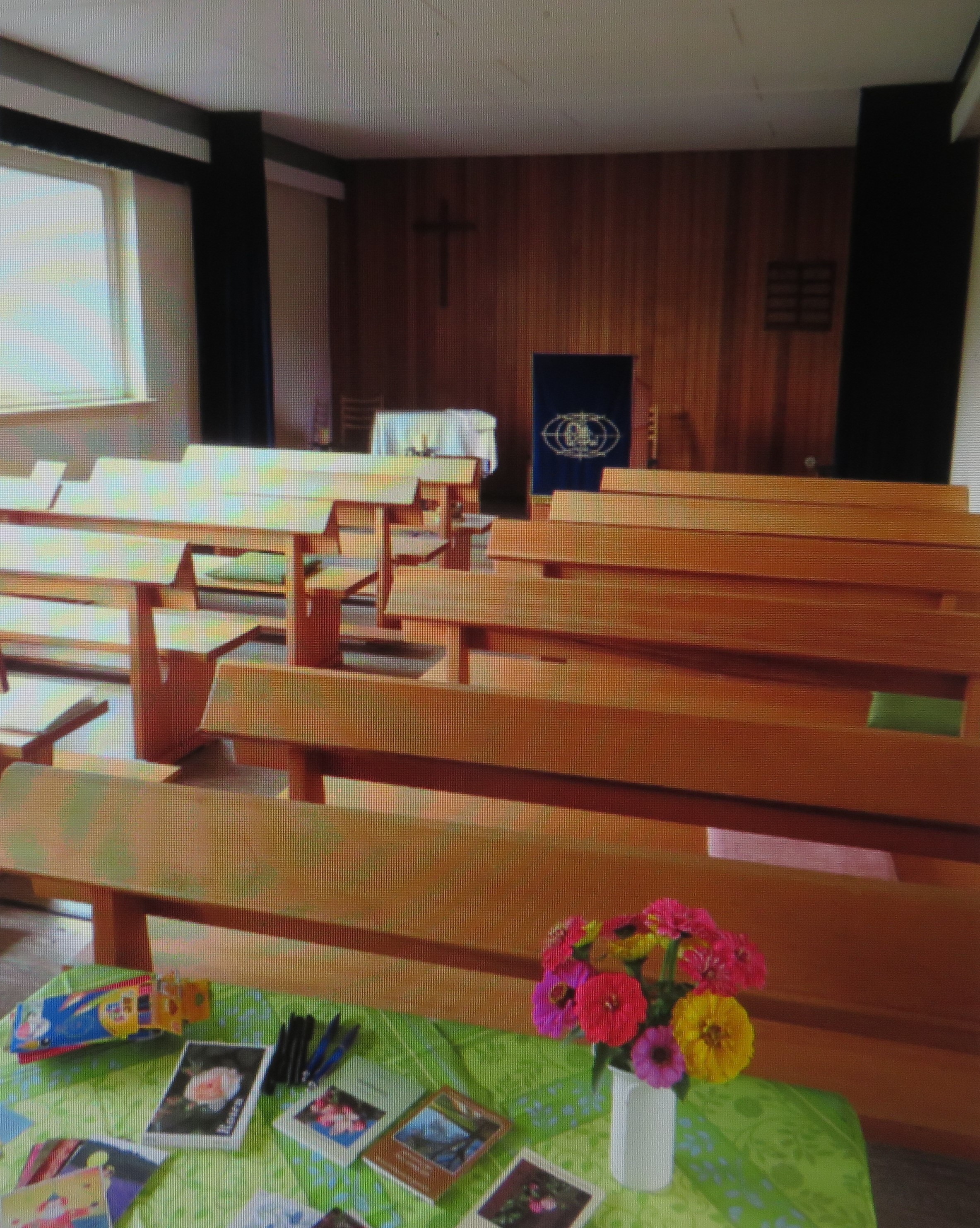
Gottesdienstraum der Gemeinschaft Christi in Springe

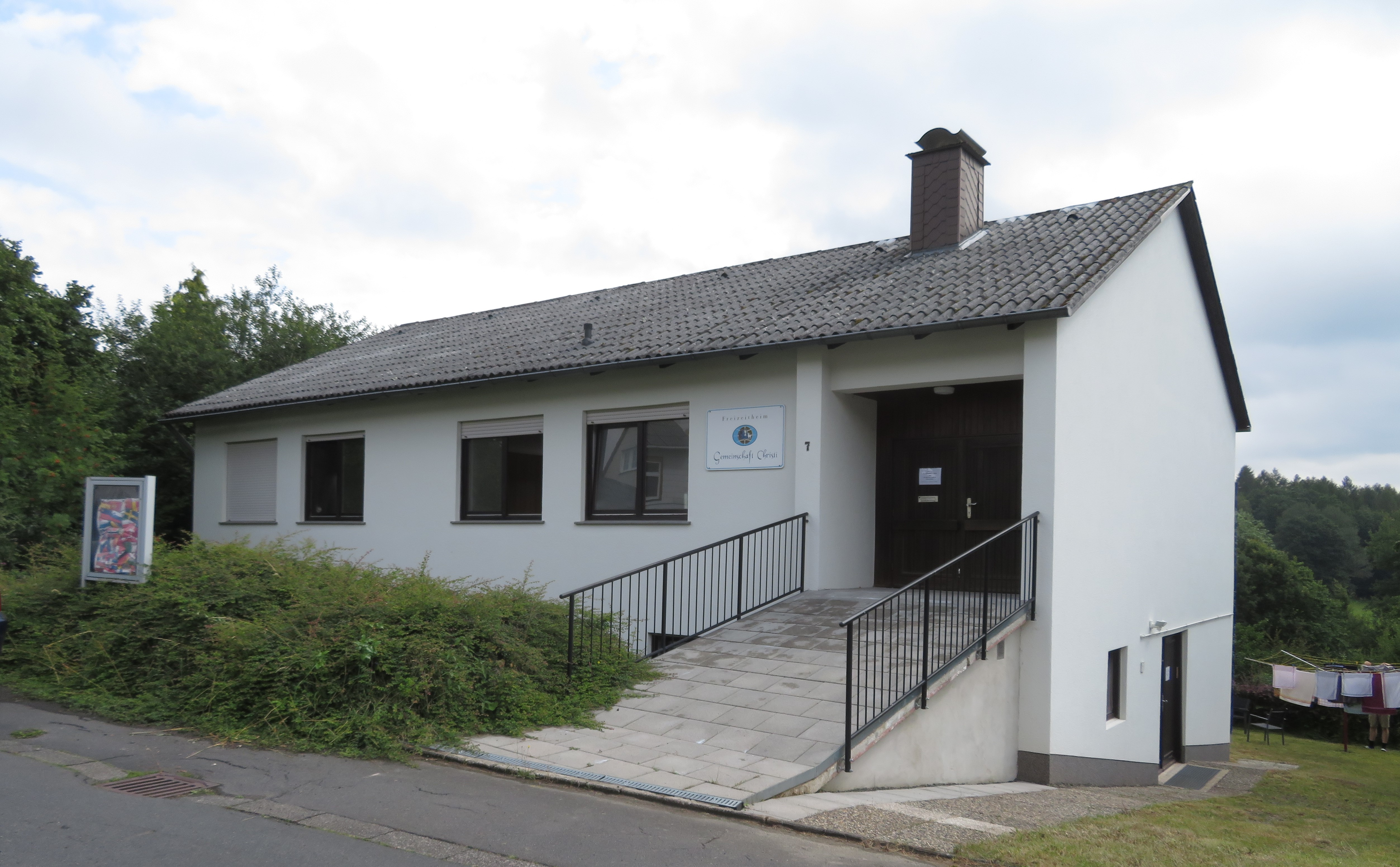
Freizeitheim in Homberg-Hülsa

Die Gemeinschaft Christi vergibt acht Sakramente. Diese sind: Taufe, Konfirmation, Kindersegen, Abendmahl, Eheschließung, Krankensegen, Ordination und Evangelistensegen. Die Handauflegung wird in den meisten dieser Sakramente praktiziert. Das Abendmahl, an dem auch Menschen teilnehmen dürfen, die nicht Mitglieder der Gemeinschaft Christi sind, wird traditionell am ersten Sonntag des Monats eingenommen, bei besonderen Anlässen auch an anderen Tagen. Die Taufe ist in der Gemeinschaft Christi eine Bekenntnistaufe (Mindestalter: Acht Jahre), der eine bewusste Entscheidung vorausgeht. Für Kinder unter acht Jahren gibt es die Kindersegnung, auch für Kinder, deren Familie nicht Mitglied der Gemeinschaft Christi ist. Die Eheschließung gilt in den Ländern, wo dies wie z. B. in Deutschland, Kanada und Großbritannien gesetzlich erlaubt ist, auch für gleichgeschlechtliche Menschen. Ein Evangelistensegen ist ein besonderer Segen für Einzelpersonen, Ehepaare, Familien, Gemeinden und Gruppen, der nach einer Zeit der Vorbereitung mit Gesprächen, Gebeten, geistigen Übungen und Ähnlichem ausgesprochen wird.

## Die Gemeinschaft Christi in Deutschland
In Deutschland ist die Gemeinschaft Christi seit 1906 vertreten, als in Berlin und Hamburg die ersten Mitglieder durch den Missionar Claus C. Joehnk (1860–1923) getauft wurden. Die Leitung der Kirche in Independence hatte ihn 1904 als ersten Missionar nach Deutschland gesandt. Heute hat die Gemeinschaft Christi in Deutschland sechs Gemeinden in Augsburg, Braunschweig, Großräschen, Springe (Region Hannover) und München. Der digitale Newsletter Kleiner Botschafter erscheint monatlich. Ein neues Gesangbuch für die Gemeinschaft Christi in Deutschland wurde 2009 herausgegeben. In Hülsa, einem Ortsteil von Homberg (Efze) bei Kassel besitzt die Gemeinschaft Christi ein Freizeitheim, das regelmäßig für Familienfreizeiten, Exerzitien und andere Veranstaltungen genutzt wird. Auf Burg Sensenstein bei Kassel findet jährlich das Pfingsttreffen der Gemeinschaft Christi statt.

## Bewertung
Einige mormonische Wissenschaftler behaupten, dass die Kirche nicht mormonisch genug sei. Sie meinen, die Kirche habe sich bemüht, ihre Vergangenheit zu demythologisieren, indem sie eine pragmatische Herangehensweise zum Buch Mormon und zu Joseph Smith vertrete. Sie halte beide Werke für inspiriert, aber nicht für perfekt. In seiner Doktorarbeit vertritt der Historiker Ken Mulliken die These, dass die Kirche ihre historische Vergangenheit nicht mehr betone, sondern eine Organisation erschaffen habe, die auf sozialer Interaktion (Gemeinschaft) und Mission (Christus) aufgebaut sei.